# Oscaruddelingen 1993
Oscaruddelingen 1993 var den 65. oscaruddeling, hvor de bedste film fra 1992 blev hædret af Academy of Motion Picture Arts and Sciences. Uddelingen blev afholdt 29. marts 1993 i Dorothy Chandler Pavilion i Los Angeles, Californien, USA. Værten var Billy Crystal.

## Vindere og nominerede
Vindere står øverst, er skrevet i fed.
| Bedste film - De nådesløse – Clint Eastwood, producer - The Crying Game – Stephen Woolley, producer - Et spørgsmål om ære – David Brown, Rob Reiner og Andrew Scheinman, producere - Howards End – Ismail Merchant, producer - En duft af kvinde – Martin Brest, producer | Bedste instruktør - Clint Eastwood – De nådesløse - Neil Jordan – The Crying Game - James Ivory – Howards End - Robert Altman – The Player - Martin Brest – En duft af kvinde |
| Bedste mandlige hovedrolle - Al Pacino – En duft af kvinde som Lieutenant Colonel Frank Slade - Robert Downey Jr. – Chaplin som Charlie Chaplin - Clint Eastwood – De nådesløse som William "Will" Munny - Stephen Rea – The Crying Game som Fergus - Denzel Washington – Malcolm X som Malcolm X | Bedste kvindelige hovedrolle - Emma Thompson – Howards End som Margaret Schlegel - Catherine Deneuve – Indokina som Éliane Devries - Mary McDonnell – Passion Fish som May-Alice Culhane - Michelle Pfeiffer – Love Field som Lurene Hallett - Susan Sarandon – Lorenzo's Oil som Michaela Odone |
| Bedste mandlige birolle - Gene Hackman – De nådesløs som Little Bill Daggett - Jaye Davidson – The Crying Game som Dil - Jack Nicholson – Et spørgsmål om ære som Colonel Nathan R. Jessup - Al Pacino – Sælger til salg som Ricky Roma - David Paymer – Mr. Saturday Night som Stan Young | Bedste kvindelige birolle - Marisa Tomei – Min fætter Vinny som Mona Lisa Vito - Judy Davis – Mænd og koner som Sally Wainwright - Joan Plowright – Vidunderlige april som Mrs. Fisher - Vanessa Redgrave – Howards End som Ruth Wilcox - Miranda Richardson – Misbrugt som Ingrid Fleming |
| Bedste originale manuskript - The Crying Game – Neil Jordan - Mænd og koner – Woody Allen - Lorenzo's Oil – George Miller og Nick Enright - Passion Fish – John Sayles - De nådesløse – David Webb Peoples | Bedste manuskript baseret på materiale, der tidligere er produceret eller udgivet - Howards End – Ruth Prawer Jhabvala baseret på romanen af E.M. Forster - Vidunderlige april – Peter Barnes baseret på romanen af Elizabeth von Arnim - The Player – Michael Tolkin baseret på hans roman - Ved floden – Richard Friedenberg baseret på en historie af Norman Maclean - En duft af kvinde – Bo Goldman baseret på filmen Duften af kvinde af Ruggero Maccari og Dino Risi og romanen Il Buio E Il Miele af Giovanni Arpino |
| Bedste fremmedsprogede film - Indokina (Frankrig) – Régis Wargnier, instruktør - Urga - kærlighedens tegn (Rusland) – Nikita Mikhalkov, instruktør - Daens (Belgien) – Stijn Coninx, instruktør - Schtonk (Tyskland) – Helmut Dietl, instruktør | Bedste dokumentar - The Panama Deception – Barbara Trent og David Kasper - Changing Our Minds: The Story of Dr. Evelyn Hooker – David Haugland - Fires of Kuwait – Sally Dundas - The Liberators: Fighting on Two Fronts in World War II – Bill Miles and Nina Rosenblum - Music for the Movies: Bernard Herrmann – Margaret Smilow and Roma Baran |
| Bedste korte dokumentar - Educating Peter – Thomas C. Goodwin (posthum pris) og Gerardine Wurzburg - At the Edge of Conquest: The Journey of Chief Wai-Wai – Geoffrey O'Connor - Beyond Imagining: Margaret Anderson and the 'Little Review' – Wendy L. Weinberg - The Colours of My Father: A Portrait of Sam Borenstein – Richard Elson og Sally Bochner - When Abortion Was Illegal: Untold Stories – Dorothy Fadiman                                      | Bedste kortfilm - Omnibus – Sam Karmann - Contact – Jonathan Darby og Jana Sue Memel - Cruise Control – Matt Palmieri - The Lady in Waiting – Christian M. Taylor - Swan Song – Kenneth Branagh og David Parfitt |
| Bedste korte animationsfilm - Mona Lisa Descending a Staircase – Joan C. Gratz - Adam – Peter Lord - Reci, reci, reci – Michaela Pavlátová - The Sandman – Paul Berry - Screen Play – Barry Purves | Bedste musik - Aladdin – Alan Menken - Iskoldt begær – Jerry Goldsmith - Chaplin – John Barry - Howards End – Richard Robbins - Ved floden – Mark Isham |
| Bedste sang - "A Whole New World" fra Aladdin – Musik af Alan Menken; Tekst af Tim Rice - "Friend Like Me" fra Aladdin – Musik af Alan Menken; Tekst af Howard Ashman (posthum nominering) - "I Have Nothing" fra The Bodyguard – Musik af David Foster; Tekst af Linda Thompson - "Run to You" fra The Bodyguard – Musik af Jud Friedman; Tekst af Allan Rich - "Beautiful Maria of My Soul" fra Mambo Kings – Musik af Robert Kraft; Tekst af Arne Glimcher | Bedste redigering af lydeffekter - Dracula – David E. Stone og Tom McCarthy - Aladdin – Mark Mangini - Kapring på åbent hav – John Leveque og Bruce Stambler |
| Bedste lyd - Den sidste mohikaner – Chris Jenkins, Doug Hemphill, Mark Smith og Simon Kaye - Aladdin – Terry Porter, Mel Metcalfe, David J. Hudson og Doc Kane - Et spørgsmål om ære – Kevin O'Connell, Rick Kline og Robert Eber - Kapring på åbent hav – Donald O. Mitchell, Frank A. Montaño, Rick Hart og Scott D. Smith - De nådesløse – Les Fresholtz, Vern Poore, Dick Alexander og Rob Young                                                          | Bedste scenografi - Howards End – Luciana Arrighi og Ian Whittaker - Dracula – Thomas E. Sanders og Garrett Lewis - Chaplin – Stuart Craig og Chris A. Butler - Toys – Ferdinando Scarfiotti og Linda DeScenna - De nådesløse – Henry Bumstead og Janice Blackie-Goodine |
| Bedste fotografering - Ved floden – Philippe Rousselot - Hoffa – Stephen H. Burum - Howards End – Tony Pierce-Roberts - Elskeren – Robert Fraisse - De nådesløse – Jack N. Green | Bedste makeup - Dracula – Greg Cannom, Michèle Burke og Matthew W. Mungle - Batman Returns – Ve Neill, Ronnie Specter og Stan Winston - Hoffa – Ve Neill, Greg Cannom og John Blake |
| Bedste kostumer - Dracula – Eiko Ishioka - Vidunderlige april – Sheena Napier - Howards End – Jenny Beavan og John Bright - Malcolm X – Ruth E. Carter - Toys – Albert Wolsky | Bedste klipning - De nådesløse – Joel Cox - Iskoldt begær – Frank J. Urioste - The Crying Game – Kant Pan - Et spørgsmål om ære – Robert Leighton - The Player – Geraldine Peroni |
| Bedste visuelle effekter - Døden klæ'r hende – Ken Ralston, Doug Chiang, Douglas Smythe og Tom Woodruff Jr. - Alien³ – Richard Edlund, Alec Gillis, Tom Woodruff Jr. og George Gibbs - Batman Returns – Michael L. Fink, Craig Barron, John Bruno og Dennis Skotak | |

### Æres-Oscar
- Federico Fellini

### Jean Hersholt Humanitær-Oscar
- Audrey Hepburn (Posthum pris)
- Elizabeth Taylor